# Општина Лунка Банулуј (Васлуј)
Лунка Банулуј (рум. Lunca Banului) општина је у Румунији у округу Васлуј.
Oпштина се налази на надморској висини од 17 m.